# كنه سوره (سقز)
قرية كنه سوره (بالكردية: کەنەسوورە) هي إحدى القرى التابعة لـمیره دیه في ريف قسم مركزي من مقاطعة سقز، في محافظة كردستان الإيرانية.

## السكان
حسب إحصاءات سنة 2006، بلغ إجمالي السكان في كنه سوره 279 نسمة وعدد المساكن 53 مسكن. لغة سكان كنه سوره هي اللغة الكردية و هم من أهل السنة والجماعة والمذهب الشافعي.